# The Girl in the Crowd
Pour plus de détails, voir Fiche technique et Distribution.
The Girl in the Crowd est un film britannique réalisé par Michael Powell, sorti en 1935.

## Synopsis
Marian Gordon conseille par téléphone à Bob, un ami de son mari David, de suivre la première femme qu'il jugera attirante s'il veut trouver à se marier. Mais l'inconnue qu'il choisit est justement Maria, qu'il n'a jamais rencontrée, et elle va le faire arrêter.

## Fiche technique
- Titre original : The Girl in the Crowd
- Réalisation : Michael Powell
- Scénario : Brock Williams
- Photographie : Basil Emmott
- Montage : Bert Bates
- Production : Irving Asher
- Société de production : Warner Brothers First National Productions
- Société de distribution : Warner Bros.
- Pays d’origine :  Royaume-Uni
- Langue originale : anglais
- Format : noir et blanc — 35 mm — 1,37:1 — son Mono
- Genre : Comédie (film)
- Durée : 52 minutes
- Date de sortie :
  - Royaume-Uni : 20 mai 1935

## Distribution
- Barry Clifton : David Gordon
- Patricia Hilliard : Marian Gordon
- Googie Withers : Sally
- Harold French : Bob
- Clarence Blakiston : Peabody
- Margaret Gunn : Joyce
- Richard Littledale : Bill Manners
- Phyllis Morris : Mme Lewis
- Patric Knowles : Tom Burrows
- Marjorie Corbett : la secrétaire
- Brenda Lawless : la policière
- Barbara Waring : le mannequin
- Eve Lister : Ruby
- Betty Lyne : Phyllis